# Ardcharnich
Ardcharnich (Schots-Gaelisch: Àird Cheatharnaich) is een dorp in de buurt van Garve in Ross and Cromarty in in de Schotse Hooglanden.